# Sortie du statut de déchet

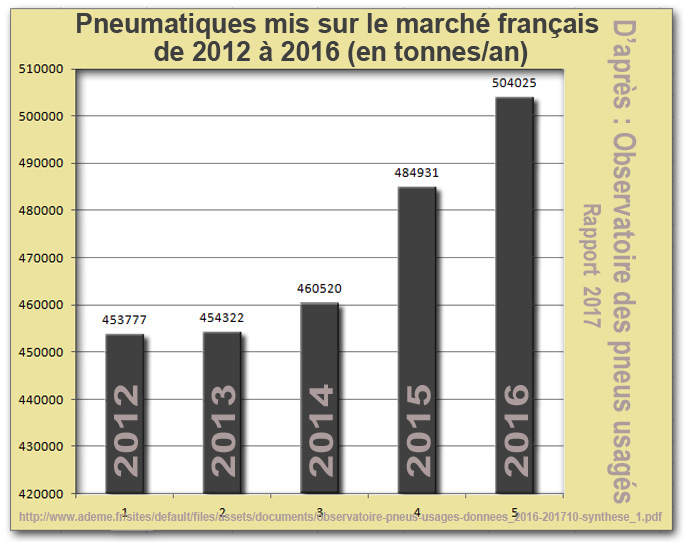
Tonnage annuel de pneus mis sur le marché français de 2012 à 2016. En 2016 (+ 3% en un an) cela correspondait à 7,8 kg de pneus mis sur le marché par an et par habitant en France métropolitaine (et 7,84 kg dans les DROM où cependant il existe de fortes inégalités territoriales). Sur ces 52 millions de pneus (ou 504 025 tonnes) près de la moitié ont été importés
Source : Rapport Annuel de l'Observatoire des Pneus Usagés

La notion de « sortie de statut de déchets » est une notion para-juridique ou juridique qui sous-entend qu'un déchet, à certaines conditions (notamment l'existence de preuves de l'existence d'usages économiques pour les matériaux recyclés) peut (ou pourrait) sortir de son statut juridique de déchet. 

## Enjeux
Cette sortie de statut de déchet permet au détenteur ou gestionnaire d'un déchet de se soustraire au respect de tout ou partie des réglementations internationales, européennes, nationales (ex : réglementation des Installations classées pour la protection de l'environnement) ou locales sur les déchets (en particulier en termes de stockage, transport, import/export), avec pour avantage une économie de coûts et de moyens pour lui, mais au risque pour la collectivité d'une perte de traçabilité et de risques environnementaux et sanitaires si les nouvelles filières manquent de traçabilité. 
Ce changement de statut, pour certains déchets, est présenté comme pouvant être un « levier pour l'économie circulaire » face à une législation jugée « parfois contraignante » par les acteurs de la gestion des déchets.

## Législation
Dans certains pays, européens notamment, la législation permet - uniquement à quelques types de déchets à ce jour - de sortir officiellement de leur « statut de déchet », par exemple dans le cadre d'une filière REP. 
Les discussions portent notamment sur des produits abondants et non officiellement classés dangereux, mais pouvant à l'état de déchets poser des problèmes sanitaire et environnementaux en cas de mauvaise gestion, dont par exemple les pneumatiques en fin de vie, et les « Produits bois en fin de vie » (PBFV) et en particulier sur le Bois B
Quand un déchet (re)devient produit, il change aussi de cadre réglementaire. Ainsi le règlement REACH  concerne les substances et produits mais pas les déchets.

### En Europe
La directive-cadre déchets (2008/98/CE du 19 novembre 2008) précise pour les pneus qu'une "Sortie du statut de déchet" est possible en cas de valorisation ou de recyclage, si le pneu lui-même, ou la matière recyclée produite à partir de ce pneu redeviennent un  produit et si  plusieurs  conditions  (générales  et cumulatives) sont remplies :

-  Fixation d’un objectif de collecte et de valorisation implicite de 100 % ; 

-  Hiérarchisation des modes de traitement :
- Prévention ;
- Réutilisation (marché de l’occasion et du rechapage) ;
- Recyclage (sous forme de broyats, granulats et poudrettes dans des applications  de  type  pièces moulées, sols sportifs, aires de  jeux, etc., ou utilisation dans les aciéries et fonderies) ;
- Valorisation énergétique (utilisation comme combustible ou incinération avec récupération d’énergie) ;
- Valorisation en  travaux publics  (utilisation   pour   des travaux publics, de génie civil ou de remblaiement) ; et
- Autres types de valorisation.